# Airport Link Company

Airport Link Company Pty Ltd (ALC) är ett företag som äger fyra järnvägsstationer och en järnväg i staden Sydney i Australien. Företagets fyra stationer (Green Square, Mascot, Domestic Terminal samt International Terminal) är belägna på företagets egen bana Airport Link, som består av en nio km lång dubbelspårstunnel och utgör en del av tåglinjen Airport & East Hills Line i CityRails nät. År 2007 köptes företaget av Westpac. Fram till mars 2011 kom inkomster från passagerare som betalade en stationsavgift för att använda företagets stationer, men från och med den 7 mars 2011 började delstatsregeringen att betala avgiften vid stationerna Green Square samt Mascot (men passagerare själva måste fortfarande betala avgiften vid Domestic Airport samt International Airport).